# Deutscher Schwimm-Verband
Der Deutsche Schwimm-Verband e. V. (DSV), am 8. August 1886 in Berlin gegründet, vereinigt unter seinem Dach die Schwimmverbände in den Bundesländern der Bundesrepublik Deutschland und deren Mitglieder in rund 2.300 Vereinen. Er repräsentiert die fünf olympischen Schwimmsportarten (Schwimmen, Wasserspringen, Synchronschwimmen, Wasserball, Freiwasserschwimmen). Die Geschäftsstelle befindet sich in Kassel.

## Organisation

### Dachverbände
Der Deutsche Schwimm-Verband ist Mitglied im europäischen Schwimmverband European Aquatics und im Weltschwimmverband World Aquatics. Innerhalb des DOSB (Deutscher Olympischer Sportbund) ist der DSV der Fachverband für die olympischen Sportarten Schwimmen (Becken- und Freiwasserschwimmen), Wasserball, Synchronschwimmen und Wasserspringen.

### Abteilungen
Innerhalb des DSV bestehen fünf Abteilungen für den Wettkampfsport:
- Schwimmen (Beckenschwimmen, Freiwasserschwimmen und Eisschwimmen[3])
- Wasserspringen (Kunst- und Turmspringen und High Diving)
- Wasserball
- Synchronschwimmen
- Masters

Satzungsgemäße Aufgaben der Abteilungen sind die Organisation und Durchführung der nationalen Wettkämpfe, die Ausübung des Disziplinarrechts, die Nachwuchsförderung sowie die die Aus- und Fortbildung der Kampfrichter im DSV-Kampfrichterkader. Die Abteilung Masters übernimmt zudem die Meldung zu internationalen
Wettkampfveranstaltungen.

### Regionale und überregionale Verbände

Organisation der Landesverbände in Deutschland

Der Deutsche Schwimm-Verband besteht aus 18 Landesverbänden, die in den definierten Bundesländern oder Regionen den Schwimmsport auf regionaler Ebene organisieren.
| Bundesland             | Schwimmverband / Verbände                                                               | Mitgliedsvereine | Dem DSV zuzurechnende Mitglieder der Mitgliedsvereine | Einwohner / Mitglied |
| ---------------------- | --------------------------------------------------------------------------------------- | ---------------- | ----------------------------------------------------- | -------------------- |
| Baden-Württemberg      | Schwimm-Verband Württemberg (Württembergischer Teil des Bundeslandes Baden-Württemberg) | 180              | 46.752                                                |                      |
| Baden-Württemberg      | Badischer Schwimm-Verband (Badischer Teil vom Bundesland Baden-Württemberg)             | 105              | 23.259                                                |                      |
| Bayern                 | Bayerischer Schwimmverband                                                              | 271              | 85.874                                                | 146                  |
| Berlin                 | Berliner Schwimm-Verband                                                                | 72               | 29.425                                                | 185                  |
| Brandenburg            | Landesschwimmverband Brandenburg                                                        | 36               | 6.036                                                 | 406                  |
| Bremen                 | Landesschwimmverband Bremen                                                             | 24               | 6.146                                                 | 107                  |
| Hamburg                | Hamburger Schwimmverband                                                                | 49               | 10.958                                                | 174                  |
| Hessen                 | Hessischer Schwimm-Verband                                                              | 190              | 45.144                                                | 134                  |
| Mecklenburg-Vorpommern | Schwimm-Verband Mecklenburg-Vorpommern                                                  | 24               | 3.489                                                 | 450                  |
| Niedersachsen          | Landesschwimmverband Niedersachsen                                                      | 316              | 56.355                                                | 138                  |
| Nordrhein-Westfalen    | Schwimmverband Nordrhein-Westfalen                                                      | 581              | 193.613                                               | 91                   |
| Rheinland-Pfalz        | Südwestdeutscher Schwimmverband (Pfälzischer Teil des Bundeslands Rheinland-Pfalz)      | 50               | 19.536                                                |                      |
| Rheinland-Pfalz        | Schwimmverband Rheinland (Rheinländischer Teil des Bundeslands Rheinland-Pfalz)         | 45               | 7.488                                                 |                      |
| Saarland               | Saarländischer Schwimm-Bund                                                             | 25               | 5.417                                                 | 182                  |
| Sachsen                | Sächsischer Schwimm-Verband                                                             | 91               | 17.001                                                | 241                  |
| Sachsen-Anhalt         | Landesschwimmverband Sachsen-Anhalt                                                     | 60               | 7.123                                                 | 315                  |
| Schleswig-Holstein     | Schleswig-Holsteinischer Schwimmverband                                                 | 98               | 18.093                                                | 156                  |
| Thüringen              | Thüringer Schwimmverband                                                                | 60               | 6.729                                                 | 321                  |

Die Landesverbände sind für die Durchführung von ausgewählten Schwimmsportwettkämpfen überregional organisiert:
- Norddeutscher Schwimmverband (Landesverbände: Berlin, Brandenburg, Bremen, Hamburg, Mecklenburg-Vorpommern, Niedersachsen, Sachsen-Anhalt, Schleswig-Holstein)[6]
- Süddeutscher Schwimmverband (Landesverbände: Bayern, Baden, Hessen, Rheinland, Saarland, Sachsen, Südwest, Thüringen, Württemberg).

Der Landesschwimmverband Nordrhein-Westfalen hat so viele Mitglieder, dass er in keinem überregionalen Verband organisiert ist.

## Präsidenten
Erster Präsident des DSV war 1886 Carl Miller aus Magdeburg. Der Berliner Georg Hax, der 23-jährig im Jahr 1894 die Verbandsführung übernahm, hatte die Position bislang über den längsten Zeitraum inne. Später übten das Präsidentenamt unter anderem das langjährige NOK-Mitglied Bernhard Baier von 1950 bis 1960, Harm Beyer von 1977 bis 1987, Christa Thiel von 2000 bis 2016 und Gabi Dörries von 2016 bis 2018 aus. Von 2018 bis zur Mitgliederversammlung 2020 wurde der Verband ohne einen Präsidenten durch die Vorstandsmitglieder Uwe Brinkmann, Wolfgang Hein und Kai Morgenroth vertreten. Der Direktor Leistungssport Thomas Kurschilgen vertrat den Verband als besonderer Vertreter gem. § 30 BGB. Im November 2020 wurde dann nach zwei Jahren ein neuer Vorstand inklusive Marco Troll als neuem Präsidenten gewählt. Troll war bereits seit acht Jahren Präsident des Badischen Schwimm-Verbandes gewesen. Von 2022 bis 2024 war die Position erneut unbesetzt und der DSV wurde durch die beiden neugewählten Vizepräsidenten Wolfgang Rupieper und Kai Morgenroth vertreten. Seit April 2024 steht David Profit als Präsident an der Spitze des DSV.
Liste der Präsidenten des Deutschen Schwimm-Verbandes:
| Zeitraum  | Präsident          |
| --------- | ------------------ |
| 1886–1890 | Carl Miller        |
| 1890–1893 | Otto Lindner       |
| 1893–1894 | Hermann Straube    |
| 1894–1903 | Georg Hax          |
| 1903–1909 | Bernhard Hasse     |
| 1909–1919 | August Witt        |
| 1919–1930 | Hans Geisow        |
| 1930–1941 | Georg Hax          |
| 1941–1945 | Hermann Behrends   |
| 1947–1950 | Kurt Masch         |
| 1950–1960 | Bernhard Baier     |
| 1960–1966 | Karl-W. Leyerzapf  |
| 1966–1975 | Hermann Karg       |
| 1975–1977 | Manfred Kreitmeier |
| 1977–1987 | Harm Beyer         |
| 1987–1991 | Bodo Hollemann     |
| 1991–1996 | Klaus Henter       |
| 1996–2000 | Rüdiger Tretow     |
| 2000–2016 | Christa Thiel      |
| 2016–2018 | Gabi Dörries       |
| 2018–2020 | unbesetzt          |
| 2020–2022 | Marco Troll        |
| 2022–2024 | unbesetzt          |
| seit 2024 | David Profit       |

## Marketing
Für das Marketing des Deutschen Schwimm-Verbandes ist die Agentur Rough Water & GmbH (RW&) mit Sitz in Berlin zuständig. Sie pflegt unter anderem auch die Social-Media-Kanäle des DSV.

## Digitalisierung
Der Deutsche Schwimm-Verband pflegt eine Datenbank zur Archivierung von allen offiziellen Wettkämpfen im Schwimmen und Wasserball. Insbesondere im Schwimmen besitzt jeder Wettkampfschwimmer, der einem dem DSV untergeordneten Verein angehört, eine eindeutige Kennung (DSV-Id).
Um die Ergebnisse zu erhalten, müssen nach offiziellen Schwimmwettkämpfen alle Ergebnisse an den Schwimmverband übermittelt werden. Dazu nutzt der Schwimmverband seit 2002 offiziell den DSV-Standard als Austauschformat, in dem auch zu jedem Teilnehmer die DSV-Id gespeichert wird.
Damit ließen sich auf der Website des Schwimmverbandes alle gespeicherten Ergebnisse übersichtlich abfragen. Seit Juli 2020 lassen sich die individuellen Ergebnisse zum Datenschutz nur noch abfragen, wenn man weitere Daten der Sportler als nur den Namen kennt. Der Abruf der Ergebnisse von einzelnen Veranstaltungen ist jedoch ohne Zugangsdaten weiterhin möglich.

## Wettbewerbe

### Schwimmen

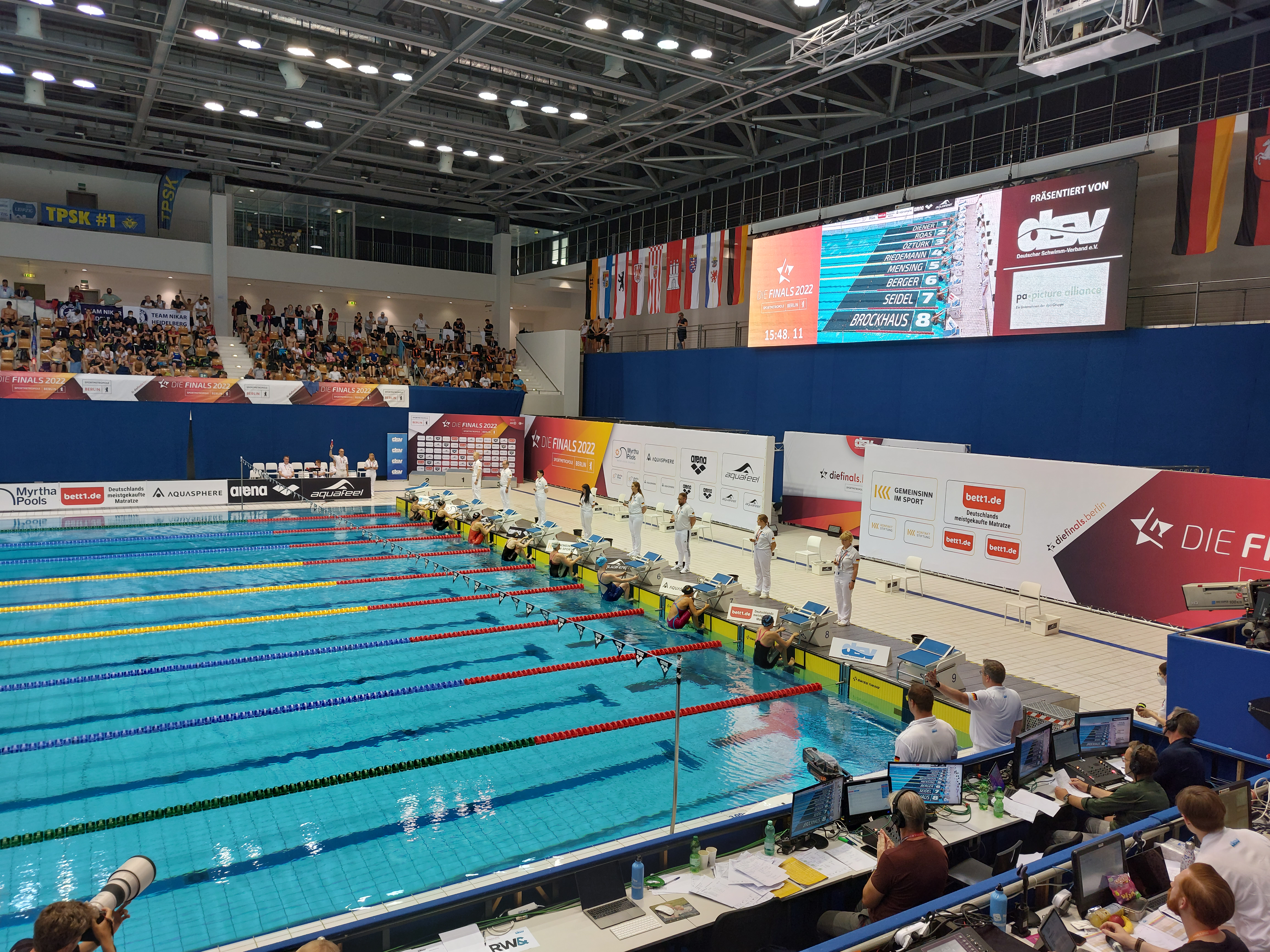
Deutsche Meisterschaften im Schwimmen 2022

Der Deutsche Schwimm-Verband organisiert jedes Jahr im Bereich Schwimmen unter anderem die folgenden Wettbewerbe:
- Deutsche Meisterschaften im Schwimmen
- Deutsche Kurzbahnmeisterschaften
- Deutsche Meisterschaften im Freiwasserschwimmen
- Deutsche Jahrgangsmeisterschaften für Jugendliche und Jugend-Mehrkampf[20]
- Deutsche Meisterschaften der Masters jeweils über lange und kurze Strecken
- Deutsche Kurzbahnmeisterschaften der Masters
- Deutscher Mannschaftswettbewerb im Schwimmen
- Deutscher Mannschaftswettbewerb der Jugend
- Deutscher Mannschaftswettbewerb der Masters

Der Deutsche Schwimm-Verband hat das alleinige Recht, deutsche Rekorde im Schwimmen anzuerkennen.

### Synchronschwimmen
Folgende Wettkämpfe werden im Synchronschwimmen ausgetragen:
- Deutsche Altersklassenmeisterschaften
- Deutsche Meisterschaften der Masters
- Deutsche Offene Meisterschaften
- DSV-Pflichtranglistenturnier

### Wasserball
Es werden verschiedenklassige Ligen durchgeführt.

### Wasserspringen
Folgende Wettkämpfe werden jedes Jahr vom Deutschen Schwimm-Verband organisiert:
- Deutsche Meisterschaften (offene Klasse)
- Deutsche Juniorenmeisterschaften
- Deutsche Jugendmeisterschaften
- Deutsche Meisterschaften der Masters
- Deutsche Mannschaftsmeisterschaften

## Missbrauchsvorwürfe

### Missbrauchsvorwürfe gegen Stefan Lurz 2021
Im Februar 2021 erhoben fünf Schwimmerinnen im Spiegel Missbrauchs- und Nötigungsvorwürfe gegen den damaligen Bundestrainer Stefan Lurz. Laut Spiegel und der Sportschau sei der DSV bekannten Vorwürfen, die bereits längere Zeit vorlagen, nicht nachgegangen. Laut Sportschau lagen erste Anschuldigungen gegen Lurz bereits 2010 vor. Er blieb daraufhin zunächst als Bundestrainer tätig. Den DSV-Direktor für Leistungssport erreichten laut Spiegel bereits im Frühjahr 2019 von einer betroffenen Schwimmerin Vorwürfe gegen Lurz über sexualisierte Gewalt.
Der DSV entgegnete auf den Bericht, „unmittelbar und vollumfassend auf Verdachtsfälle“ zu reagieren, außerdem seien „damals zuständige Personen (…) mittlerweile aus dem Verband ausgeschieden“. Lurz wurde zunächst vom Verband „bis auf Weiteres beurlaubt“ und erklärte danach seinen Rücktritt als Bundestrainer.
Im Allgemeinen verfügt der DSV seit 2020 über ein umfangreiches Konzept zur Prävention von sexueller Gewalt, um solchen Fällen vorzubeugen.
Im Februar 2022 wurde Lurz vom Amtsgericht Würzburg wegen sexuellen Missbrauchs zu einer sechsmonatigen Haftstrafe auf Bewährung und einer Geldstrafe in Höhe von 1500 Euro verurteilt. Er hatte den Missbrauch aus dem Zeitraum von 2011 bis 2012 nicht abgestritten. Zudem darf Lurz für drei Jahre weder beruflich noch ehrenamtlich Schwimmtrainer sein. In der Doku zum Fall Jan Hempel von August 2022 zeigten Aufnahmen vom Gelände, dass Lurz weiterhin für seinen Heimatverein SV Würzburg 05 aktiv ist, nach Angaben des Vereins als kaufmännischer Angestellter und ohne Kontakt zu Sportlern.

### Missbrauchsfall Jan Hempel 2022
Im August 2022 machte der ehemalige Wasserspringer Jan Hempel in der ARD-Dokumentation Missbraucht – Sexualisierte Gewalt im deutschen Schwimmsport öffentlich, von seinem DSV-Trainer Werner Langer von 1982 bis 1996 über 14 Jahre hinweg sexuell missbraucht und vergewaltigt worden zu sein. Schon 1997 habe er den Verband über den Missbrauch informiert und sich der inzwischen verstorbenen damaligen Bundestrainerin Ursula Klinger anvertraut. Die Geschehnisse seien bis heute vertuscht und nie aufgearbeitet worden, zum Teil würden damals informierte Personen noch heute Leitungsfunktionen ausüben. Bezüglich möglicher Vertuschungsversuche ist allerdings zu relativieren, dass es nach Vereinsangaben des Dresdner SC seinerzeit Hempels eigener Wunsch gewesen sei, die Angelegenheit nicht öffentlich zu machen. Langer wurde in der Folge zwar suspendiert, allerdings sei dies aufgrund seiner „Stasi-Vergangenheit“ geschehen; 2001 nahm er sich das Leben.
Hempel warf Wassersprung-Bundestrainer Lutz Buschkow vor, von den Übergriffen gewusst zu haben, ohne tätig zu werden. Der DSV suspendierte Buschkow am 19. August 2022 mit sofortiger Wirkung zur Prüfung der Vorwürfe.
Nach Ausstrahlung der ARD-Dokumentation berichteten weitere Personen der Präventionsbeauftragten des DSV von Missbrauchserfahrungen im Schwimmsport. Zur Anzahl der Fälle sagte DSV-Leistungssportdirektor Christian Hansmann: „Es haben sich [...] viele Geschädigte und Opfer gemeldet. Das [...] wird jetzt alles zusammengetragen und dokumentiert, um eben auch zu zeigen, wie wir intern damit umgehen. [...] Wie viele, kann ich nicht sagen.“
Am 21. August 2022 äußerte der ehemalige Abteilungsleiter Springen in Aachen, Hans Alt-Küpers, weitere Vorwürfe gegen den DSV. 2009 sollen sich am Bundesstützpunkt Wasserspringen zahlreiche Fälle von sexueller Kontakte zwischen Jugendlichen während DSV-Veranstaltungen, deutschen Meisterschaften und internationalen Wettkämpfen ereignet haben, die durch Vernachlässigung der Aufsichtspflichten der Trainer und Betreuer begünstigt worden seien. Infolgedessen sei der DSV „darüber informiert worden, weil fast alle Stützpunkte des DSV betroffen waren.“ Dieser habe es jedoch „nicht für nötig gehalten“, ähnliche disziplinarische Maßnahmen wie der Stützpunkt Aachen zu ergreifen, sondern vielmehr das eigenmächtige Verhängen von Maßnahmen durch Aachen kritisiert und darauf hingewirkt, dass zum 1. Januar 2013 der Status als Bundesstützpunkt Wasserspringen verloren ging.
Einen Tag später bat der DSV alle Opfer von sexuellem Missbrauch um Entschuldigung. Man werde alles tun, um künftig solche Taten zu verhindern, und allen geäußerten Vorwürfen nachgehen. Zudem habe die Präventionsbeauftragte bereits alle namentlich in der Dokumentation auftretenden Personen kontaktiert.
Rüdiger Tretow, DSV-Präsident von 1996 bis 2000, nannte die Missbrauchsvorwürfe entsetzlich und unfassbar, jedoch habe er damals nichts davon gewusst. Auch in einem Personalgespräch mit Buschkow und Langer sei es damals lediglich um Langers Stasi-Vergangenheit gegangen.